# Cardrona, Nya Zeeland
Cardona är en tätort i Otagoregionen på Sydön i Nya Zeeland. Platsen grundades under 1860-talets guldrusch.

### Fotnoter
1. ↑  ”Discover the Golden History of the Cardona Valley” (på engelska). New Zealand Tourism Guide. http://www.tourism.net.nz/new-zealand/about-new-zealand/attractions/history-and-culture/cardrona-valley.html. Läst 18 februari 2014.